# 忠義王
忠義王（ただよしおう / ちゅうぎおう、永享12年（1440年）以降 - 長禄元年12月2日（1457年12月18日））は、室町時代の皇族。南朝の再建を図った後南朝の第2代（『南方紀伝』では第4代）・自天王（北山宮）の弟。後南朝の征夷大将軍ともいわれるが定かではない。河野郷によったので便宜上、河野宮とも称する。地元に伝えられる位牌には河野宮を忠義禅定、兄の北山宮を自天勝公と称している。

## 生涯
出身や生涯のほとんどについては不詳である。天明年間に著されたとされる『南朝皇胤紹運録』では父は空因（金蔵主）とされている。しかし、一次史料を重視する立場からはこうした見方に否定的で、芝葛盛は中原康富の日記『康富記』享徳4年3月29日条（「相国寺慶雲院主梵勝蔵主舎弟梵仲侍者兄弟昨日逐電云々（略）南朝玉川宮御末孫也」）に見える梵勝・梵仲兄弟であろうとしているし（「勝」・「忠」の字が一致している）、中村直勝はそもそも北山・河野両宮が皇胤であることすら疑っている。また村田正志は上北山村竜泉寺にもと安置されたものとおぼしき、伝後醍醐天皇御木像をおさめた厨子の大祓祝詞の奥書により、宮は長慶天皇三世孫だろうと推定している。さらに森茂暁は長禄の変に関った赤松家遺臣の手記（後述）に記されている、河野郷に在する「二宮」が「河野宮」と呼ばれた事は推測出来るが、これがどのような系譜の南朝皇胤かは明確に分からず、この宮を「忠義王」とする確かな根拠もないとしている。
こうして、その系譜上の位置づけも不明の忠義王ではあるが、長禄元年12月2日、赤松家再興をめざす赤松家遺臣らによって殺害されたことは紛れもない史実である（長禄の変）。事件は禁闕の変で吉野朝廷（南朝）復興を唱える勢力（後南朝）によって持ち去られた三種の神器の一つ、神璽の奪回を図って赤松家遺臣らが起こしたもので、事件に関わった赤松家遺臣・上月満吉が書き残した手記「堀秀世上月満吉連署注進状」によれば、赤松家遺臣らは神璽を奪回した暁には次郎法師丸（後の赤松政則）を家督として赤松家の再興を認めるという後花園天皇の綸旨と足利義政の御内書を得ていたとされる。同手記によれば、事件に関わったのは30人。また赤松氏の一族である因幡守入道定阿が天正16年（1588年）に著した「赤松記」によれば、遺臣らは牢人ゆえ身の置き所もなく、堪忍も続かないので吉野殿に一味し都を攻め落とし都へ御供したいと色々に虚言を弄して後南朝勢力に近づいたとされる。そして、長禄元年12月2日子の刻（午前0時頃）、大雪が降る中、自天王（史料では「一宮」）がいる吉野奥北山と忠義王（史料では「二宮」）のいる河野郷へ二手に分かれて攻め入った。上月満吉は河野郷にいる二宮襲撃に加わり、「堀秀世上月満吉連署注進状」によれば、その頸を討ち奉る（「二宮奉討御頸」）というミッションの中心的な役割を果たしていたことがわかる。一方、「赤松記」によれば、北山の一宮も丹生屋帯刀左衛門と弟の四郎左衛門が討ち果たし、神璽の奪回にも成功、退去を図ろうとしたものの、「吉野十八郷の者」、つまりは吉野の郷民らの追撃を受けて兄弟とも伯母谷というところで討死、自天王の首と神璽を奪い返されてしまう。つまり、計画は両宮の殺害には成功したものの、赤松家再興の条件であった神璽の奪回には失敗したことになる（その後、赤松家遺臣らは、長禄2年3月になって大和国の国人・越智家栄らの協力を得て今度こそ神璽を持ち去ることに成功。森は長禄元年と2年の事件を合わせて長禄の変と呼んでいる）。
なお、忠義王は御所からは抜け出し、本村の高原で没したとも伝えられている。墓所は3か所あり、金剛寺（川上村）、瀧川寺（上北山村）のほか、川上村高原区内には忠義王の墓とされる南帝王陵が存在する。明治期に宮内省（宮内庁）は瀧川寺（上北山村）のものが自天王の墓で、金剛寺のものは忠義王の墓と指定しているが、村田は「行政上の解決は一応得た如くであるが、史学上の解決はなお得ていない」としており、その真偽は不明である。